# American Son
American Son é um álbum de country music do músico estadunidense Levon Helm. Lançado em outubro de 1980 pela MCA Records, foi o terceiro trabalho solo de Helm, mais conhecido até então como baterista e vocalista do The Band. 
| Críticas profissionais                                                      | Críticas profissionais |
| Avaliações da crítica                                                       | Avaliações da crítica  |
| Fonte                                                                       | Avaliação              |
| --------------------------------------------------------------------------- | ---------------------- |
| Allmusic                                                                    | [ 1 ]                  |
| Rolling Stone                                                               | (favorável)            |
| Esta tabela precisa de ser acompanhada por texto em prosa. Consulte o guia. |                        |

## Faixas
1. "Watermelon Time in Georgia" (Harlan Howard) – 3:53
2. "Dance Me Down Easy" (Larry Henley-Billy Burnette) – 2:51
3. "Violet Eyes" (Tom Kimmel) – 3:10
4. "Stay With Me" (Fred Carter) – 3:03
5. "America's Farm" (Ronnie Rogers) – 3:09
6. "Hurricane" (Stegall-Harris-Schuyler) – 4:04
7. "China Girl" (Joe New-Jeff Silbar) – 3:19
8. "Nashville Wimmin" (Harland Howard) – 4:13
9. "Blue House of Broken Hearts" (Bill Martin-Todd Cerney) – 3:29
10. "Sweet Peach Georgia Wine" (Ronnie Reynolds) – 3:51

## Créditos
- Levon Helm – bateria, vocais, vocais de apoio, harmônica
- Jerry Shook - violão, bandolim
- Buddy Emmons - steel guitar
- Kenneth Buttrey - bateria
- Jerry Carrigan - bateria
- Hargus "Pig" Robbins - piano, piano elétrico
- Bobby Ogdin - órgão, piano elétrico
- Billy Sanford - guitarra
- Henry Strzelecki - baixo, vocais de apoio
- Mitch Humphries - órgão, vocais de apoio
- Steve Gibson - violão, guitarra
- Steve Schaffer - baixo
- Clifford Robertson - órgão
- Beegie Adair - piano
- Todd Cerney - vocais de apoio
- Buzz Cason - vocais de apoio
- Buster Phillips - bateria
- Jim Foglesong - produtor-executivo
- Fred Carter, Jr. – produção, arranjos, violão, vocais de apoio
- Joe Mills – engenharia de som
- Ernie Winfrey - engenharia de som
- Bobby Bradley - engenheiro de som assistente
- George Osaki – direção de arte
- Andy Engel – design
- Joo Chung - ilustração de capa